# Butte (Montana)
Butte è una città degli Stati Uniti d'America, capoluogo della contea di Silver Bow, nello Stato del Montana. Al censimento del 2022 la città contava 35 416 abitanti.
Dal 1977 il governi cittadino e quello della contea si sono uniti per formare la City and County of Butte-Silver Bow.
Inoltre occupa tutta la superficie della contea in cui si trova, ad esclusione di Walkerville.